# CDS Vida
Club Deportivo y Social Vida – honduraski klub piłkarski z siedzibą w mieście La Ceiba, w departamencie Atlántida. Obecnie występuje na pierwszym szczeblu rozgrywek – Liga Nacional de Honduras. Domowe mecze rozgrywa na obiekcie Estadio Ceibeño.

## Osiągnięcia

### Krajowe
- Liga Nacional de Honduras

mistrzostwo (2): 1981, 1983
wicemistrzostwo (3): 1972, 1984, 1985

## Historia
Klub został założony 14 października 1940 przez entuzjastów futbolu Gregorio Ramosa, José Lamelasa i Valentína Vásqueza. Początkowo nosił nazwę Club Salvavida, pochodzącą od nazwisk właścicieli firmy sponsorującej zespół, browaru Cervecería Hondureña – włoskich imigrantów Salvadora Vaccaro i Vicente D'Antoniego. Zespół zaczął formalnie funkcjonować, gdy Ramos wystąpił z zarządu lokalnej drużyny CD Atlántida, aby założyć własną ekipę. Klub początkowo występował w lokalnych amatorskich rozgrywkach Liga Mayor Dionisio de Herrera, natomiast jego członkami byli głównie pracownicy kierowanej przez Gregorio Ramosa firmy Lavandería Ramos. Jako pierwszy prezydent klubu wspierał on drużynę, finansując podstawowe potrzeby. We wczesnych latach 50. zespół zmienił status na półprofesjonalny, zaś składał się głównie ze studentów lokalnej szkoły wyższej Instituto Manuel Bonilla oraz byłych piłkarzy biurokratycznej ekipy CD Diablos Negros.
Obiektem treningowym klubu przez kilkanaście pierwszych lat jego działalności było małe miejskie boisko należące do Standard Fruit Company – przedsiębiorstwa zajmującego się eksportem bananów na rynek amerykański. Drużyna dołączyła w międzyczasie do ogólnokrajowych amatorskich rozgrywek Liga Amateur de Honduras, w których zwyciężyła w sezonie 1961/1962. Dzięki temu w 1963 roku jako drugi honduraski zespół (po CD Olimpia) wziął udział w Pucharze Mistrzów CONCACAF, odpadając z niego jednak już w pierwszej rundzie. Bezpośrednio po tym sukcesie zmieniono nazwę zespołu na stosowaną do tej pory Club Deportivo y Social Vida, na cześć przyjaciółki Gregorio Ramosa – Vidy Code de Castañeda. Przyczyną zmiany był nałożony przez Cervecería Hondureña zakaz posługiwania się nazwą Salvavida (będącą również nazwą jednego z produktów tego browaru). Prezesem drużyny została wówczas Flor de María Coello, nazywana często "królową zespołu".
W 1965 roku ekipa Vidy dołączyła do nowo powstałej profesjonalnej ligi honduraskiej – Liga Nacional de Fútbol Profesional de Honduras. Zadebiutowała w niej 18 lipca 1965 w wygranym 4:1 spotkaniu z CD Motagua po golach Morrisa Gardena, Cristóbala Brooksa (2) i Jesúsa Blanco. Przez pierwsze kilkanaście lat zespół niezmiennie plasował się w czołówce tabeli, a pierwszy namacalny sukces na szczeblu krajowym odniósł w sezonie 1971/1972, kiedy to zanotował wicemistrzostwo Hondurasu. Największe czasy świetności klubu przypadają na lata 1981–1985; w 1981 roku prowadzony przez trenera Roberto Gonzáleza Ortegę zespół pokonał w dwumeczu finałowym Atlético Morazán (3:1, 1:0), zdobywając pierwsze w historii klubu mistrzostwo Hondurasu. Sukces ten powtórzył również dwa lata później, w 1982 roku, tym razem pod wodzą szkoleniowca Gonzalo Zelayi. Niedługo potem zawodnicy Vidy jeszcze dwukrotnie – w 1984 i 1985 roku – wywalczyli tytuły wicemistrza kraju.
Członkami zespołu Vidy z obfitego w sukcesy okresu pierwszej połowy lat 80. byli zawodnicy tacy jak Adolfo "Gorcha" Collins, Alberto "Campeón" Amaya, Enrique "Palanca" Mendoza, Cipriano Dueñas, Carlos Alvarado (najlepszy strzelec w dziejach klubu) oraz Roberto “Macho” Figueroa, uważany za najwybitniejszego gracza w historii klubu. W późniejszym czasie ekipa nie potrafiła jednak nawiązać do tych osiągnięć, zyskując status ligowego średniaka i mimo nieprzerwanej gry na najwyższym szczeblu rozgrywek nie zanotowała żadnego sukcesu zarówno na arenie krajowej, jak i międzynarodowej.

## Obecny skład
Stan na 1 września 2015.
| Nr | Poz. | Piłkarz                |
| -- | ---- | ---------------------- |
|    | BR   | Ricardo Canales        |
|    | BR   | Orlin Vallecillo       |
|    | OB   | José Francisco Arévalo |
|    | OB   | Leonardo Domínguez     |
|    | OB   | Rodolfo Espinal        |
|    | OB   | Brayan García          |
|    | OB   | Norberto Martínez      |
|    | OB   | Secundino Martínez     |
|    | OB   | Chestyn Onofre         |
|    | PO   | Marvin Bernárdez       |
|    | PO   | Jesús Canales          |
|    | PO   | Sony Fernández         |
|    | PO   | Brayan Figueroa        |
|    | PO   | Miguel Flores          |
|    | PO   | Norberto García        |

| Nr | Poz. | Piłkarz          |
| -- | ---- | ---------------- |
|    | PO   | Kevin Maradiaga  |
|    | PO   | Douglas Martínez |
|    | PO   | Michael Montero  |
|    | PO   | Bryan Moya       |
|    | PO   | Michael Osorio   |
|    | PO   | José Sánchez     |
|    | PO   | Raúl Santos      |
|    | PO   | Elder Torres     |
|    | PO   | Jackson Valoy    |
|    | NA   | Darian Álvarez   |
|    | NA   | Ronaldo Barbosa  |
|    | NA   | Leandro Guaita   |
|    | NA   | Franco Güity     |
|    | NA   | Sholbin Martínez |
|    | NA   | Carlos Valle     |

## Trenerzy
- Manuel Calderón (lis 2008 – maj 2009)
- Carlos Martínez (maj 2009 – lis 2012)
- Jorge Pineda (sty 2013 – sty 2014)
- Hernán García (lut – maj 2014)
- Ramón Maradiaga (maj 2014 – wrz 2015)
- Elvin López (od wrz 2015)